# 正義の味方計画
『正義の味方計画（プロジェクト）』（せいぎのみかたプロジェクト）は、島田ひろかずによる日本の漫画作品である。

## 概要
学習研究社刊行『月刊コミックNORA』にて連載された。スーパヒロインコメディギャグ漫画。単行本全2巻。1987年9月号に掲載された読み切りの『正義の味方風雲録』をベースとして、1991年11月号から1993年3月号まで連載された。

## あらすじ
普通の高校2年生であった上条リサはひょんなことから身につけたリストバンドの力によって常人を凌ぐ力を手に入れる。彼女はリストバンドを開発した秘密組織ISI（Independent Secrecy Inspection）のエージェント・岬美亜とともに「正義の味方」として、東照グループ総帥・オードリィ東照宮の野望と戦うことになる。ところが、リサの母親・上条由加が実はオードリィ東照宮の傅役でリサをオードリィの側近として育てようとしたことから事態が複雑になり始め、更にリサと美亜は東照グループの分裂騒動に巻き込まれることになる。

## 登場人物
上条 リサ（かみじょう リサ）
16歳の女子高生。ひょんなことから、力を増幅するリストバンドをはめてしまい、「正義の味方」として戦うことになってしまう。
岬 美亜（みさき みあ）
ISIから派遣したエージェント。リサとコンビを組むことになる。
オードリィ 東照宮（オードリィ とうしょうぐう）
東照グループ前総帥・東照宮慎一の忘れ形見で、東照グループの総帥として名乗りをあげる一方で、様々な怪事件を引き起こす。ウサギを100匹飼っており、その全ての見分けが出来る。「パピーちゃん」ブームの仕掛け人。
上条 カナ（かみじょう カナ）
リサの妹。いたずら好きでしばしば姉をからかっている。特技はクレーンゲーム。
上条 由加（かみじょう ゆか）
リサ・カナの母親。今は亡き東照グループ前総帥・東照宮慎一の元秘書で、その遺言によりオードリィを擁護している。弁護士の夫とは別居状態でアパートを経営している実父に娘2人を預けてオードリィのために世界中を駆け巡っている。
結城（ゆうき）
リサの祖父が経営するアパートの住人。表向きはうだつの上がらない発明マニアだが、実はISIの開発担当技師。リサのリストバンドを開発した。
東郷（とうごう）
由加の部下。美亜に恋心を抱いている。日本におけるオードリィの補佐を同僚の真田（さなだ）・鹿島（かしま）とともに務める。リサや美亜にやられてしまういわゆる「やられ役」。なお、由加は部下3人に対して社宅代わりに父親が経営するアパートを紹介したため、美亜や結城と同じアパートに住んでいるが、互いの正体は知らない。
東照宮 綾子（とうしょうぐう あやこ）
東照グループ前総帥・東照宮慎一の姉。東照宮家一族の推挙で総帥に就任してグループ各社を支配するが、実態はオードリィ側の「パピーちゃん」事業の成功によってその攻勢を受けている。勢力挽回のため、危ない手段にも手を染めている。
東照宮 隆真（とうしょうぐう たかざね）
東照宮綾子の一人息子で次期総帥とされている。母親の過度な干渉に耐えかねて、内心総帥をオードリィに押し付けたいとすら考えている。

## 用語
ISI（Independent Secrecy Inspection）
岬美亜らが所属する秘密組織で公には取り締まれない犯罪を取り締まるために非合法活動も許されている。オードリィ東照宮が引き起こす怪事件の後始末のために岬美亜を派遣する。だが、そのスポンサーには多くの財閥や名門が名を連ねており、その1人である東照宮綾子の要求により、オードリィ東照宮暗殺命令を発動する事になってしまう。
パピーちゃん
元々はオードリィ東照宮が飼っている100匹のウサギのうち最愛の1匹の名前。オードリィはこれをキャラクターグッズ化してその売り込みを図るために様々な怪事件を引き起こす。怪事件の際に行われた人々への洗脳工作が一定の成果を見せているらしく、現在世間では「パピーちゃんブーム」が起きている。
東照グループ
世界屈指の大財閥であるが、先代総帥であった東照宮慎一が普通の女子社員と結婚して娘（後のオードリィ東照宮）を儲けて死去したものの、東照宮家一族は「身分違い」の結婚を認めずにオードリィの総帥継承権を否定して慎一の姉の綾子を総帥とした。そのため、慎一が保有していたグループの資産を継承したオードリィと一族とグループ各企業が支持する綾子がそれぞれ総帥を名乗って事実上の分裂状態にある。ちなみに主人公・リサの母親は慎一の秘書でオードリィの傅役、父親は綾子の顧問弁護士であるため、家族がバラバラの状態になってしまっている。

## 書籍リスト
- 島田ひろかず『正義の味方計画』学習研究社〈ノーラコミックス〉、全2巻

1. 正義の味方計画(1) 1992年8月発売 ISBN 4-05-106145-0
2. 正義の味方計画(2) 1993年5月発売 ISBN 4-05-600098-0

1巻には「正義の味方風雲録」も収録されている。